# الشقيقات أندروز
كانت The Andrews Sisters(الشقيقات اندروز) مجموعة غناء متناغم أمريكي وثيق من عصور التأرجح والبوجي. وتألفت المجموعة من ثلاث شقيقات: رنان لافيرن صوفيا (6 يوليو 1911 - 8 مايو 1967)، السوبرانو Maxene Anglyn (3 يناير 1916 - 21 أكتوبر 1995)، وميزو سوبرانو باتريشيا ماري «باتي» (16 فبراير 1918 - 30 يناير 2013). يقال أن الأخوات باعوا أكثر من 90 مليون سجل. يمكن اعتبار أغنية Boogie Woogie Bugle Boy لعام 1941 مثالًا مبكرًا على الإيقاع والبلوز  أو قفزة البلوز. تشمل الأغاني الأخرى المرتبطة ارتباطًا وثيقًا بأخوات أندروز أول أغنية رئيسية لها، " Bei Mir Bist Du Schön (Means That You Grand) " (1937)، " Beer Barrel Polka (Roll Out the Barrel)" (1939)، " Beat Me Daddy، Eight to the Bar "(1940)، «لا تجلس تحت شجرة التفاح (مع أي شخص آخر ولكن أنا)(Don't Sit Under the Apple Tree (With Anyone Else but Me))»(1942) و«رم وكوكا كولا»(1945)، مما ساعد على تعريف الجمهور الأمريكي كاليبسو.
لا تزال التناغم والأغاني في Andrews Sisters مؤثرة اليوم، وقد تم نسخها وتسجيلها من قبل الفنانين مثل Patti Page وBette Midler وChristina Aguilera وPentatonix وغيرها. كانت المجموعة من بين الحاضرين الافتتاحيين لقاعة شهرة Vocal Group عند افتتاحها في عام 1998. قالت مارك شويفيت، التي كتبت لبلومبرج ، أن الأخوات أصبحن أكثر المجموعات الصوتية شعبية في النصف الأول من القرن العشرين. لا يزالون مشهودًا لهم على نطاق واسع اليوم لتوافقهم الوثيق الشهير. تم إدخالهم في Minnesota Rock / Country Hall of Fame في مايو 2006.

## حياتهم قبل المسيرة الفنية
ولدت الأخوات لبيتر أندروز وأولغا «أولي» أندروز (ني سولي)؛ كان والدهم يونانيًا ووالدتهما أميركية نرويجية من أصل لوثري. رفضت عائلة سولي زواج أولغا، ولكن بمجرد ولادة لافيرن، طفلهما الأول، تم الترحيب بهم مرة أخرى في الحظيرة.
عاش بيت وإد سولي، أعمام أندروز، في بلدة سياحية صغيرة تسمى موند ، مينيسوتا، حيث باعوا الآيس كريم لقوارب سياحية وأداروا بعد ذلك محل بقالة صغير. ستقوم الأخوات بزيارة أعمامهن خلال الصيف وتذهبن إلى التزحلق والسباحة والمغامرة في المدينة.
كان باتي، الأصغر والمغني الرئيسي للمجموعة، 7 سنوات عندما تم تشكيل المجموعة، و 12 عندما فازوا بالجائزة الأولى في مسابقة المواهب في مسرح Orpheum المحلي في مينيابوليس، حيث لعب LaVerne مرافقة بيانو لعروض الأفلام الصامتة في مقابل دروس رقص مجانية لنفسها وأخواتها. بعد انهيار مطعم والدهما في مينيابوليس، ذهبت الأخوات على الطريق لإعالة الأسرة.

## روابط خارجية
- الشقيقات أندروز على موقع IMDb (الإنجليزية)
- الشقيقات أندروز على موقع الموسوعة البريطانية (الإنجليزية)
- الشقيقات أندروز على موقع ميوزك برينز (الإنجليزية)
- الشقيقات أندروز على موقع أول موفي (الإنجليزية)
- الشقيقات أندروز على موقع أول ميوزيك (الإنجليزية)
- الشقيقات أندروز على موقع ديسكوغز (الإنجليزية)